# Ridge Spring
Ridge Spring és una població dels Estats Units a l'estat de Carolina del Sud. Segons el cens del 2000 tenia 823 habitants.

## Demografia
Segons el cens del 2000, Ridge Spring tenia 823 habitants, 321 habitatges i 217 famílies. La densitat de població era de 173,6 habitants/km².
Dels 321 habitatges en un 26,2% hi vivien nens de menys de 18 anys, en un 40,5% hi vivien parelles casades, en un 22,4% dones solteres, i en un 32,1% no eren unitats familiars. En el 28% dels habitatges hi vivien persones soles el 15,9% de les quals corresponia a persones de 65 anys o més que vivien soles. El nombre mitjà de persones vivint en cada habitatge era de 2,56 i el nombre mitjà de persones que vivien en cada família era de 3,18.
Per edats la població es repartia de la següent manera: un 24,4% tenia menys de 18 anys, un 9,7% entre 18 i 24, un 23,5% entre 25 i 44, un 23,7% de 45 a 60 i un 18,7% 65 anys o més.
L'edat mediana era de 40 anys. Per cada 100 dones de 18 o més anys hi havia 80,3 homes.
La renda mediana per habitatge era de 25.982 $ i la renda mediana per família de 28.984 $. Els homes tenien una renda mediana de 30.476 $ mentre que les dones 20.208 $. La renda per capita de la població era de 12.083 $. Entorn del 23,4% de les famílies i el 26,6% de la població estaven per davall del llindar de pobresa.

## Poblacions més properes
El següent diagrama mostra les poblacions més properes.